# کالج وست مونت
کالج وست مونت (به انگلیسی: Westmont College) یک منطقهٔ مسکونی در ایالات متحده آمریکا است که در شهرستان سانتا باربارا، کالیفرنیا واقع شده‌است.